# كوا حمراء الرأس
كوا حمراء الرأس (الاسم العلمي: Coua ruficeps) (بالإنجليزية: Red-capped Coua)‏ هي نوع من الطيور يتبع جنس الكوا من الفصيلة الواقواقية.